# Thomy

Logo der Marke Thomy

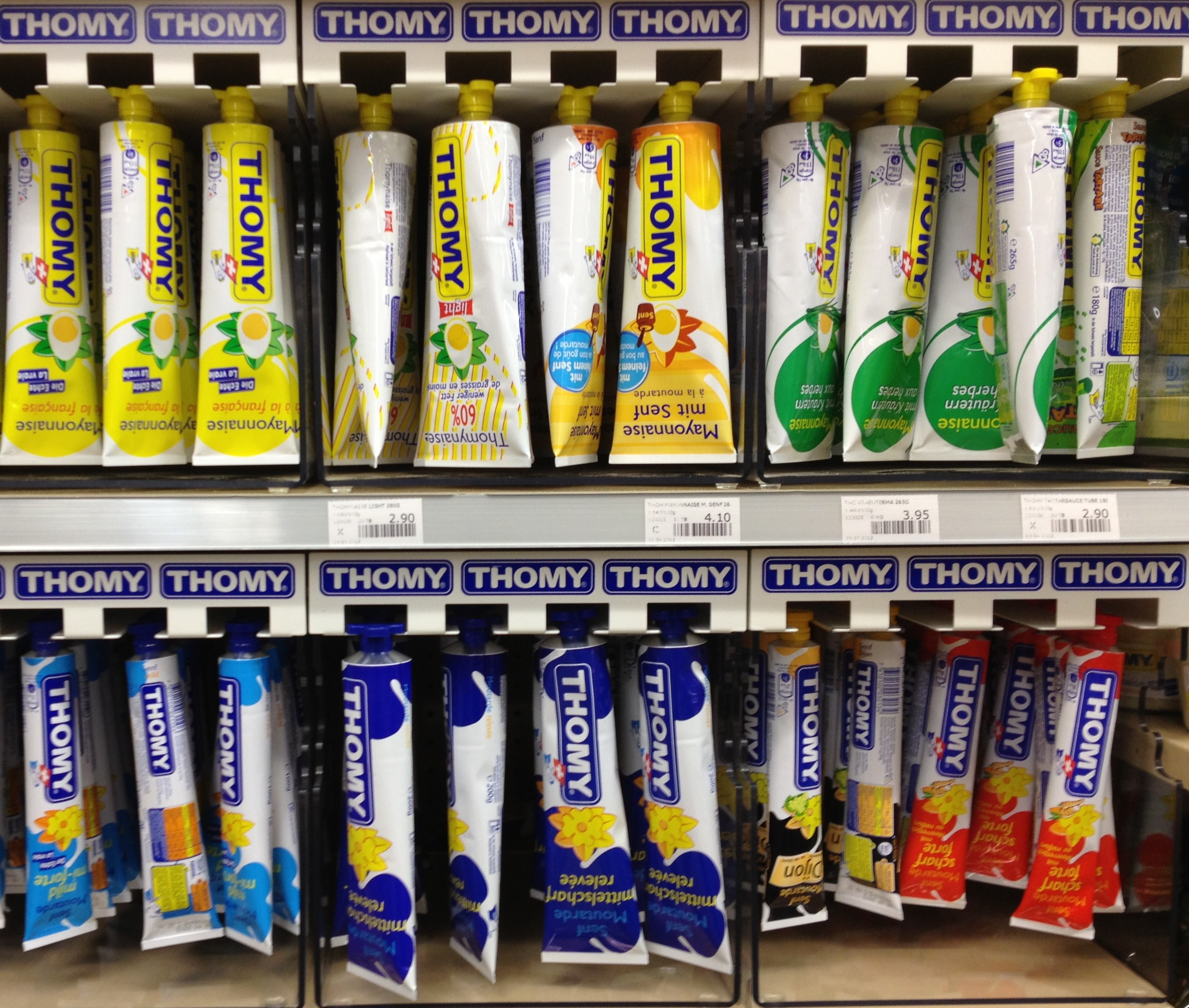
Thomy-Tuben

Plakat von Emil Alfred Neukomm für Thomy’s Senf (1947)

Thomy ist eine Marke des Lebensmittelkonzerns Nestlé für Feinkostprodukte wie Mayonnaise, Senf, Tomatenmark, Soßen und Speiseöl.

## Geschichte

### Anfänge
1894 übernahmen Johann Friedrich Thomi und Karl Meister die „Zichorienfabrik Oppliger & Geiser“ aus Langenthal. 1901 wurde der Betrieb in „Helvetia“ umbenannt. 

### Senf
Ab 1907 begann die „Helvetia“ mit der Produktion von Tafelsenf, der unter dem Namen „Langenthaler Senf“ noch offen aus Steinguttöpfen verkauft wurde. Auf dem Schweizer Markt war dies der erste industriell hergestellte Tafelsenf.
Friedrich Thomi-Schaads Sohn Hans Thomi fusionierte die „Helvetia“ 1930 mit der in Basel domizilierten „Heinrich Franck Söhne AG“ zur „Thomi + Franck SA Basel“. Im gleichen Jahr wurde die Marke „Thomy’s Senf“ eingetragen. Das ‚i‘ im Namen des Firmengründers wurde durch ein ‚y‘ ersetzt und der Sächsische Genitiv eingeführt, um die Marke für den internationalen Gebrauch geeigneter und visuell attraktiver zu machen. Als Werbefigur wurde 1931 - nach einem Wettbewerb und einer Umfrage - der „Senf-Thomy“ gewählt.
1934 wurde der Senf der Firma in Tuben verpackt.
Es war der erste Senf, der in einer Aluminiumtube verkauft wurde. Der Erfolg des Produkts lag in seiner Haltbarkeit von mehreren Monaten. Auch die Senf-Thomy-Figur bekam später die Form einer Tube.
Der ursprüngliche Thomy-Senf war mild; er wird noch heute in kaum veränderter Zusammensetzung hergestellt. Mittlerweile sind weitere Senfsorten hinzugekommen. Im Jahr 2008 wurden etwa 1500 Tonnen Senf der Marke Thomy verkauft.

### Andere Produkte
Ab 1951 wurde auch Mayonnaise in Tuben verkauft, eingeführt von Alfred Mahler (1913–1995), der während des Zweiten Weltkrieges Generalstabsoffizier war, 1949 die Geschäftsleitung von Unifranck in Ludwigsburg übernahm und aus der Schweiz die Feinkostmarke Thomy übernahm.

### Expansion
In Deutschland werden seit 1954 Produkte der Marke „Thomy“ hergestellt und verkauft. In den 1960er-Jahren warb „Thomy“ in Deutschland mit dem gesungenen Slogan „Delikat nach Schweizer Art“. Die Musik des vor allem aus der Fernsehwerbung bekannten Jingles Thomy – hier kommt der Genuss ist eine direkte Übernahme aus dem Jazzsong My Baby Just Cares for Me (Erstveröffentlichung 1958, Welthit erst bei der Neuveröffentlichung 1987 für eine Chanel-No.-5-Werbung) der Sängerin Nina Simone.
In den folgenden Jahren wurden die Unternehmen „Essigfabrik Berna“ (1965) und „Backwarenfabrik Leisi“ (1969) zugekauft. Die Anteile der Franck gingen über die Ursina-Franck (Berneralpen Milchgesellschaft) 1971 an Nestlé. 
Bis in die 1970er Jahre gehörte Thomy zur „Unifranck Lebensmittelwerke GmbH“ in Ludwigsburg. Bis 1993 gehörte Thomy zur „Allgäuer Alpenmilch AG“ in München, welche mehrheitlich der „Ursina-Franck AG“ aus Bern gehörte, die 1971 vom Lebensmittelkonzern Nestlé erworben worden war.
Die Familie Thomi leitete „Thomi + Franck“ bis 1989, als sie mangels Nachfolge die Direktion und ihre Minderheitsbeteiligung von 49 % an Nestlé abtrat.

### Heute
Weil nach der neuen Swissness-Verordnung zu wenig inländische Rohstoffe in den Produkten verarbeitet werden, darf Thomy seit 2017 das Schweizerkreuz nicht mehr auf den Verpackungen verwenden. Nachdem bereits verschiedene Bio-Produkte eingeführt wurden, stellt Thomy seit 2017 auch Mayonnaise in einer veganen, glasverpackten Variante her.
Das Areal der „Thomi + Franck SA“ ist im Besitz des Nestlé-Konzerns. Im November 2022 wurde mit einer Käuferschaft ein Vertrag unterzeichnet. Auf dem betreffenden Teilstück soll ein „Hub für Nachhaltigkeit, Kreislaufwirtschaft, Kultur und die Quartiergemeinschaft“ entstehen. Gemäß Angaben der Nestlé SA werde auf dem ihr verbliebenen Arealteil auch in Zukunft Thomy-Senf und Thomy-Mayonnaise hergestellt.

### Der „Thomy-Erpresser“
Ende der 1990er Jahre machte der so genannte „Thomy-Erpresser“ Schlagzeilen. Vom Sommer 1996 bis zum September 1998 kontaminierte dieser Thomy-Produkte mit Blausäure. Von „Thomy“ verlangte er ein Lösegeld von 25 Millionen Mark in Form von Diamanten, die ihm mit Brieftauben gebracht werden sollten. Im September 1999 wurde er wegen versuchter schwerer räuberischer Erpressung und gemeingefährlicher Vergiftung vom Frankfurter Landgericht zu einer Freiheitsstrafe von elf Jahren verurteilt. Der Staatsanwalt Wilhelm Möllers hatte zwölf Jahre Freiheitsstrafe beantragt.

## Werke
- Das Thomy-Stammhaus befindet sich in Basel. Im dortigen Werk waren im Jahre 2009 noch 160 Personen beschäftigt.[17]
- Von 1954 bis 2001 gab es ein Thomy-Werk in Karlsruhe.
- Seit 1956 gibt es ein Werk in Neuss, das Mitte 2026 geschlossen werden soll.
- Auch im Nestlé-Werk in Biessenhofen werden Thomy-Produkte hergestellt.